# Lavičky (Kosova Hora)
Lavičky (německy Lawitschek) jsou malá vesnice, část obce Kosova Hora v okrese Příbram ve Středočeském kraji. Nachází se asi dva kilometry jihovýchodně od Kosovy Hory; k místní části přísluší též samota Dřevniště (čp. 7, 14, 15), ležící asi jeden kilometr jihozápadně. Je zde evidováno 14 adres. V roce 2011 zde trvale žilo 21 obyvatel.
Lavičky leží v katastrálním území Vysoká u Kosovy Hory o výměře 7,88 km².

## Historie
První písemná zmínka o vesnici pochází z roku 1400.

## Obyvatelstvo
| Rok            | 1869 | 1880 | 1890 | 1900 | 1910 | 1921 | 1930 | 1950 | 1961 | 1970 | 1980 | 1991 | 2001 | 2011 | 2021 |
| -------------- | ---- | ---- | ---- | ---- | ---- | ---- | ---- | ---- | ---- | ---- | ---- | ---- | ---- | ---- | ---- |
| Počet obyvatel | 104  | 86   | 77   | 80   | 81   | 87   | 81   | 49   | 46   | 43   | 50   | 51   | 44   | 21   | 18   |
| Počet domů     | 14   | 14   | 13   | 13   | 13   | 13   | 13   | 13   | 13   | 13   | 9    | 13   | 14   | 14   | 14   |

## Obecní správa
Při sčítání lidu v letech 1850–1909 Lavičky byly osadou obce Kosova Hora v okrese Sedlčany. V letech 1910–1975 byly osadou obce Vysoká, se kterým patřily nejprve do okresu Sedlčany, ale od roku 1960 v okrese Příbram. Od 1. července 1975 jsou opět částí obce Kosova Hora v okrese Příbram.

## Pověsti
Pověst se vztahuje ke kamennému kříži, který se nachází u komunikace z obce ve směru na Vysokou. Kdysi ves postihlo velké sucho a následná neúroda, hlad a bída. Voda ve studních vyschla, sklizené úrody bylo pramálo. Během dlouhé a tuhé zimy vesničané snědli i obilí, určené k zasetí na jaro. Jediné, co na jaře po sýpkách vymetli, byly zbytky hrachu. Hrách sice zaseli, ale bylo ho tak málo, že měli obavy, zda vůbec něco vyroste. Modlili se o přímluvu k Panně Marii. Stal se zázrak. Hrachu se překvapivě urodilo tolik, že stačilo nejen pro ves, ale zbylo i na prodej. Z utržených peněz nakoupili nové osivo. Jako projev díků nechal postavit místní sedlák tento kříž. Dodnes se mu říká Kříž hladu.
Další pověst se vztahuje ke kamennému kříži, který nese dataci 1846. Kříž se nalézá u silnice na Lavičky. Tento kříž byl postavený k uctění památky padlého francouzského vojína. Oddíl unavených francouzských vojáků se po prohrané válce v Rusku zde zastavil. Velitel si nechal svolat celou vesnici. Polský hulán jim přeložil, že s sebou vezou nemocného, kterého zde ve vsi nechají. Hospodáři se o něj mají postarat a po jeho uzdravení jej mají vybavit na další cestu. Nemocného odnesli do nejbližší chalupy a odjeli. Ale voják zanedlouho i přes veškerou péči zemřel. Bylo nutné jej pohřbít. Vesničané se radili kde. Odvést ho na hřbitov do Kosovy Hory se neodvážili. Měli obavy, že se místní hrobník podřekne a další francouzské oddíly, které krajem potáhnou jim neuvěří, že se o nemocného starali a pomstí se. Rozhodli se pohřbít vojáka nedaleko za vesnicí. Po několika letech, kdy se pomalu na celou záležitost zapomnělo, přijel do vesnice manželský pár z Francie. Hledali svého syna, kterého těžce nemocného, zde měli nechat jeho kamarádi. Místní jim vše po pravdě vylíčili, ale najít jeho hrob se nepodařilo. Zklamaní rodiče nechali ve vsi peníze na dobročinné účely a odjeli zpět. Místní nechali za tyto peníze postavit kříž a říká se mu Francouzský.